# Меномини (язык)
Меномини (англ. Menominee; самоназвание: Omāēqnomenew) — алгонкинский язык, на котором говорят индейцы племени меномини — жители северного Висконсина и Мичигана. Название племени и языка, Omāēqnomenew, происходит от словосочетания «дикий рис», который был главным продуктом питания этого племени в течение многих тысячелетий.

## Вопросы классификации
Алгонкинские языки — подсемья индейских языков Северной Америки, входящая в алгскую семью языков. Подразделяются на 3 группы: центральную, восточную и равнинную. Общее число говорящих около 150 тыс. чел. Меномини обычно относят к центрально-алгонкинской группе, к которой также принадлежат языки оджибве, кри и другие. 

## Лингвогеография и современное положение
Численность говорящих на меномини — 799 человек (перепись 2000 года). Вытесняется английским языком. Все носители языка относятся к старшему поколению.

### Письменность
Язык меномини не имеет письменности. В XVII—XIX вв. миссионеры на основе пиктограмм микмаков создали для языка микмак идеографическое письмо, включавшее 5000 знаков, однако эта письменность не получила большого распространения. Использующиеся в алгонкинских языках современные системы письменности, сменившие старые системы, были созданы в XX веке на основе латинского алфавита (кроме слогового письма кри и оджибве).

## Лингвистическая характеристика
Алгонкинские языки обычно относят к полисинтетическому типу. Базовый порядок слов свободный. Артиклей нет, но указательные местоимения могут использоваться на месте английского «the».
Маркирование для VP:
Вершинное (не существует отдельного слова для субъекта, он «вращивается» в глагол)
1. ahpaenenew netānohkīm.
```
ahpaenenew nae- anohkī- m
```

```
always 1- work.AI −1/2
```

```
I’m always working.
```

2. cekewahpenenewmēkātowak.
```
cew- kew- ahpaen new mēkāti -w -ak
```

```
EPIS- HAB- always fight.with.each.other.AI −3 -PROX.PL
```

```
They must fight all the time.
```

Маркирование для NP:
Вершинное (не существует отдельного слова для «обладателя», оно входит в «обладаемое» как морфема)
1. ahpaenenew, nōhnaeq kēs-anohkīw.
```
ahpaenenew n(ae)- ōhn(aeq) kēs- anohkī -w
```

```
always my father PAST- work.AI −3
```

```
My father was always working.
```

2. kēsapaetaew nēk.
```
kēs- apaetae -w nae- ēk
```

```
PAST- be.warm.II −3 1- house.DNI
```

```
It was warm in my house.
```

Базовый порядок слов:
(S)V(S) O (субъект не вычленяется как отдельное слово, он входит морфемой в начало или конец глагола)
1. kanapac nenawmenaem nepēw.
```
kanapac naen- aw- maenae -m naepēw
```

```
maybe 1- IRR- drink.AI −1/2 water
```

```
Maybe I’ll drink water.
```

2. Wāpah naeqniw tepāhekan nekātaw-awēh-mōnahekaem.
```
wāpan -k naeqniw taepahekan
```

```
be.day.II −3.CONJ three hour
```

```
Tomorrow at 3:00 I’m going to work in the garden (definitely).
```

Строй языка:
Аккузативный
1. mēkāhtowak.
```
mēkāhti -w -ak
```

```
fight.with.each.other.AI −3 -PROX.PL
```

```
They’re fighting (right now).
```

2. nīs kīqsēhsan meyāhkiwаеwen.
```
nīs(w) kīqsēhs -an maeyāhkiw -ae -w -en
```

```
two girl -OBV meet.TA -TA.DIR −3 -QUOT
```

```
He met two girls.
```

3. kēs-apaetaew, (meciw new apaetaew).
```
kēs- apaetae -w meciw new
```

```
PAST- be.warm.II −3 still
```

```
It was warm, and it’s still warm.
```

Тип языка:
Полисинтетизм
1. cekewahpnenewmēkātowak.
```
cew- kew- ahpaen new mēkāti -w -ak
```

```
EPIS- HAB- always fight.with.each.other.AI −3 -PROX.PL
```

```
They must fight all the time.
```

2. kēsahpaenenewawēhnawēnaewak.
```
kēs- ahpaenenew aweh- nawenae -w -ak
```

```
PAST- always DIST- gather.berries.AI −3 -PROX.PL
```

```
They were always gone picking berries.
```

Тип морфологической структуры:
Флективный (фузионный) — и семантические, и формальные границы между морфемами плохо различимы
1. Mesaen netaekwah, kan 's nēwahkonaet.
```
Mesaen nae- aeN -Eko -w -ah kan
```

```
Michael 1- say.so.to.TA -TA.INV −3 −3.SG NEG
```

```
as nēwahkonae -t
```

```
AOR be.very.hungry.AI −3.CONJ
```

```
Michael told me that he’s not hungry.
```

2. eneq 's maekanohkīt enoh nekot.
```
enew -q as maek -anohkī-t enoh naekotw
```

```
that.INAN.PRED -INDIC AOR SIMU -work.AI −3.CONJ that.AN one
```

```
That’s where that one was working.
```

### Фонетика и фонология

#### Гласные
Ниже представлена таблица гласных звуков в терминах международного фонетического алфавита.
|                      | Передние | Передние | Средние | Задние  | Задние |
|                      | Краткие  | Долгие   | Краткие | Краткие | Долгие |
| -------------------- | -------- | -------- | ------- | ------- | ------ |
| Верхние              | i        | iː       |         | u       | uː     |
| Средне-верхние       | e        | eː       |         | o       | oː     |
| Ненапряжённые нижние | ɛ [æ]    | ɛː [æː]  |         |         | aː     |
| Нижние               |          |          | a       |         | aː     |

| Дифтонги | Дифтонги |
| ia       | ua       |
| -------- | -------- |

- Долгое /æː/ или /ɛː/ становятся лабиализованными, если предыдущий слог содержит гласный заднего ряда или после него стоит палатализованный согласный.
- То же самое верно для /eː/.
- Короткие /æ/, /ɛ/ становятся открытыми в позиции перед h и q.
- /o/ удлиняется перед /w/.
- /ia/ и /ua/ относятся к длинным гласным. Они соединяются с /ja/ и /wa/. Конечный /w/ после /i/ становится билабиальным. Слог /wa/ может чередоваться с /o/ у некоторых говорящих.
- Гласные перед или после /m/ или /n/ назализуются.

#### Согласные
Ниже приведена таблица согласных звуков в терминах международного фонетического алфавита.
|                      | Губные | Альвеолярные | постальвеолярные /палатальные | Заднеязычные | Глоттальные |
| -------------------- | ------ | ------------ | ----------------------------- | ------------ | ----------- |
| Носовые              | m      | n            |                               |              |             |
| Взрывные и аффрикаты | p      | t            | c [t͡ʃ]                        | k            | q [ʔ]       |
| Фрикативы            |        | s [s~ʃ]      | s [s~ʃ]                       |              | h           |
| Аппроксиманты        |        |              | y [j]                         | w            |             |

- /t/ — зазубный.
- Глухой шипящий /s/ может находиться между [s] и [ʃ]
- /h/ и /ʔ/ не встречаются в начальной позиции, кроме тех случаев, когда их нельзя считать фонематическими. Конечный /h/ после /i/ иногда выпадает, а иногда замещается /j/.
- Согласные, включая назальные, палатализуются перед гласными переднего ряда и лабиализуются перед гласными заднего ряда.
- В меномини нет контраста между звонкими и глухими.

#### Структура слога и ударение
Для меномини характерна структура слога VC(C) или C(C)VC(C). Слог может начинаться и заканчиваться любыми согласными, кроме h и q. Из кластеров на конце слога могут стоять только qc и qs, а в начале — только kw.
Первичное ударение падает на долгую гласную или дифтонг, стоящий в предпоследнем слоге. В большинстве сложных слов и изменяемых форм ударение ставится так, как будто это одно слово. Риторическое ударение падает на последний слог.

### Морфология

#### Имя существительное
Морфологические категории имени существительного: род, число, притяжательность и обвиативность. Для имени существительного характерны также звательная, уменьшительная, уничижительная, локативная форма, обладающая широким кругом значений ('в', 'на', 'к' 'у', 'около'), а также претерит.
Различаются 2 рода: одушевлённый (названия людей, животных, некоторых растений и предметов) и неодушевлённый.
Множественное число образуется при помощи двух суффиксов, употребляемых в зависимости от рода существительного. Одушевлённые существительные во множественном числе получают окончание -ak, а неодушевлённые — окончание -an:
enäniw 'человек' — enäniw-ak 'люди' (одуш. сущ.);
wēkewam 'дом' — wēkewam-an 'дома' (неодуш. сущ.).
Имена существительные ограниченной принадлежности (названия частей тела, термины родства и некоторые др.) употребляются только с личными притяжательными префиксами.
В 3-м лице категория обвиатива (второстепенный участник действия) противопоставляется проксимативу (главный участник действия).

#### Глагол
Глаголы делятся на 4 класса: непереходные одушевлённые, непереходные неодушевлённые, переходные одушевлённые и переходные неодушёвленные. Каждый глагольный класс характеризуется своими суффиксами.

### Синтаксис
Синтаксические функции именных членов предложения определяются глагольными показателями. Существительные, глаголы и дополнение согласуются по роду, лицу и числу с их обладателем, агенсом или переходным глаголом соответственно.

### Лексика
Уменьшительные существительные могут образовываться от любого существительного с помощью прибавления суффикса -æshs.
Предпочтение отдаётся глаголу, в значение которого входит очень много деталей, относящихся к тому, как происходит действие и замещащих существительные и прилагательные.

## Пример текста
ta'ʔ, as ukī'ʔsōwawan as kīsikihā'tuaʔ, misi’k wi’nuaʔ ap akī'm ā'neh as kīsikihā'tuaʔ utā'nōwawan, ini'ʔ-pih mā'waw käkōh s nikā'tsihatuaʔ. nahāw', wina’h nap pähnī'hseh s nikā'tsihih s nitāwē'ʔtʌt, kēspi’n s neʔtakä'hkīt, na'ʔs inu’h nikut wē'yʌwē'keh ki-pī'-win as ki-pis-nitō'tsiket anuh apähnī'hsʌn.
Now, when some people had brought their son to manhood, and some others in the same way had brought up their daughter, then they taught them all manner of things. Now then, when the lad was taught to hunt, if he turned out a good slayer of game, then one or another old woman would come to ask for that lad.